# Alpina sudetica
Alpina sudetica là một loài bướm đêm trong họ Geometridae.